# Provinciehuis (Oost-Vlaanderen)

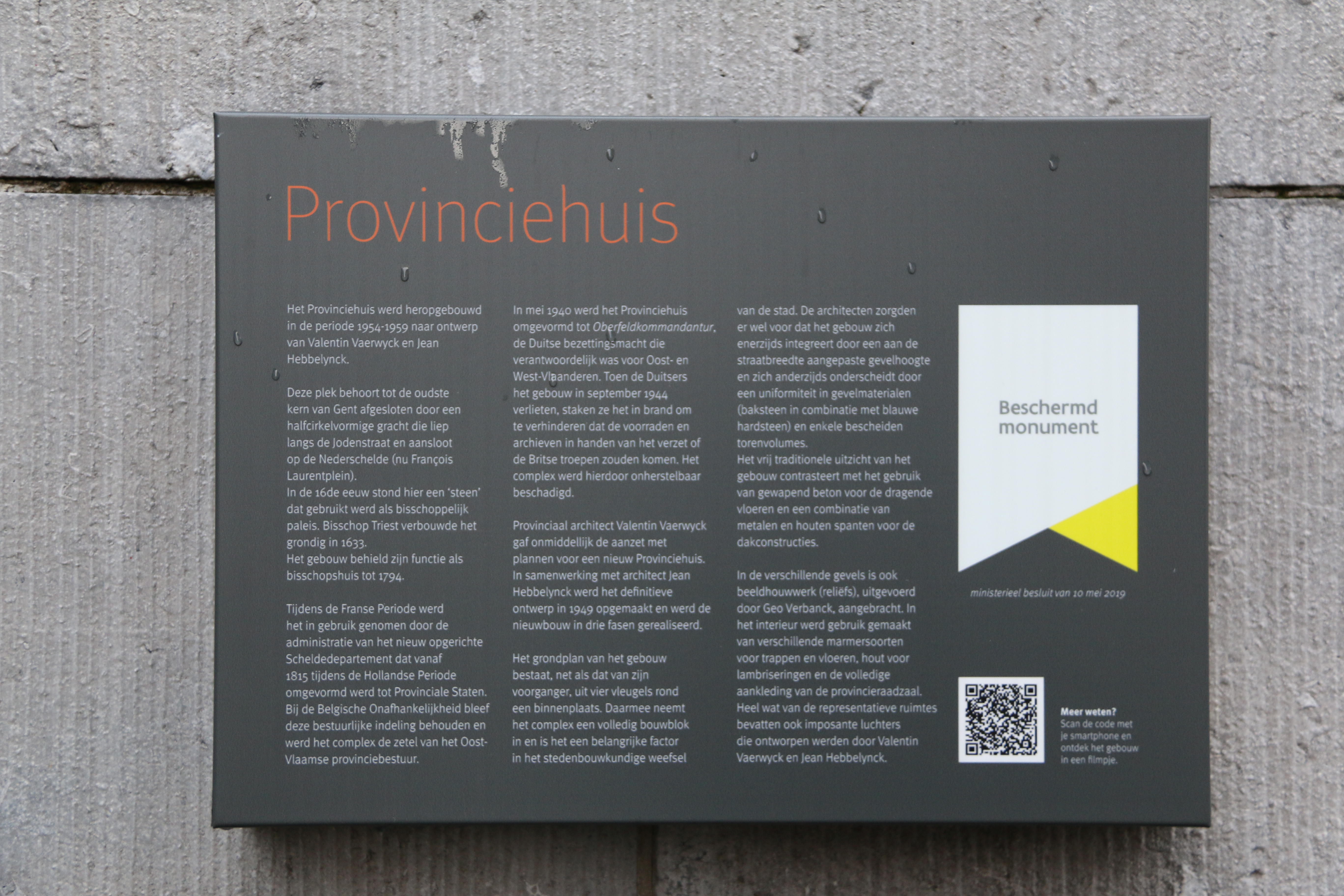

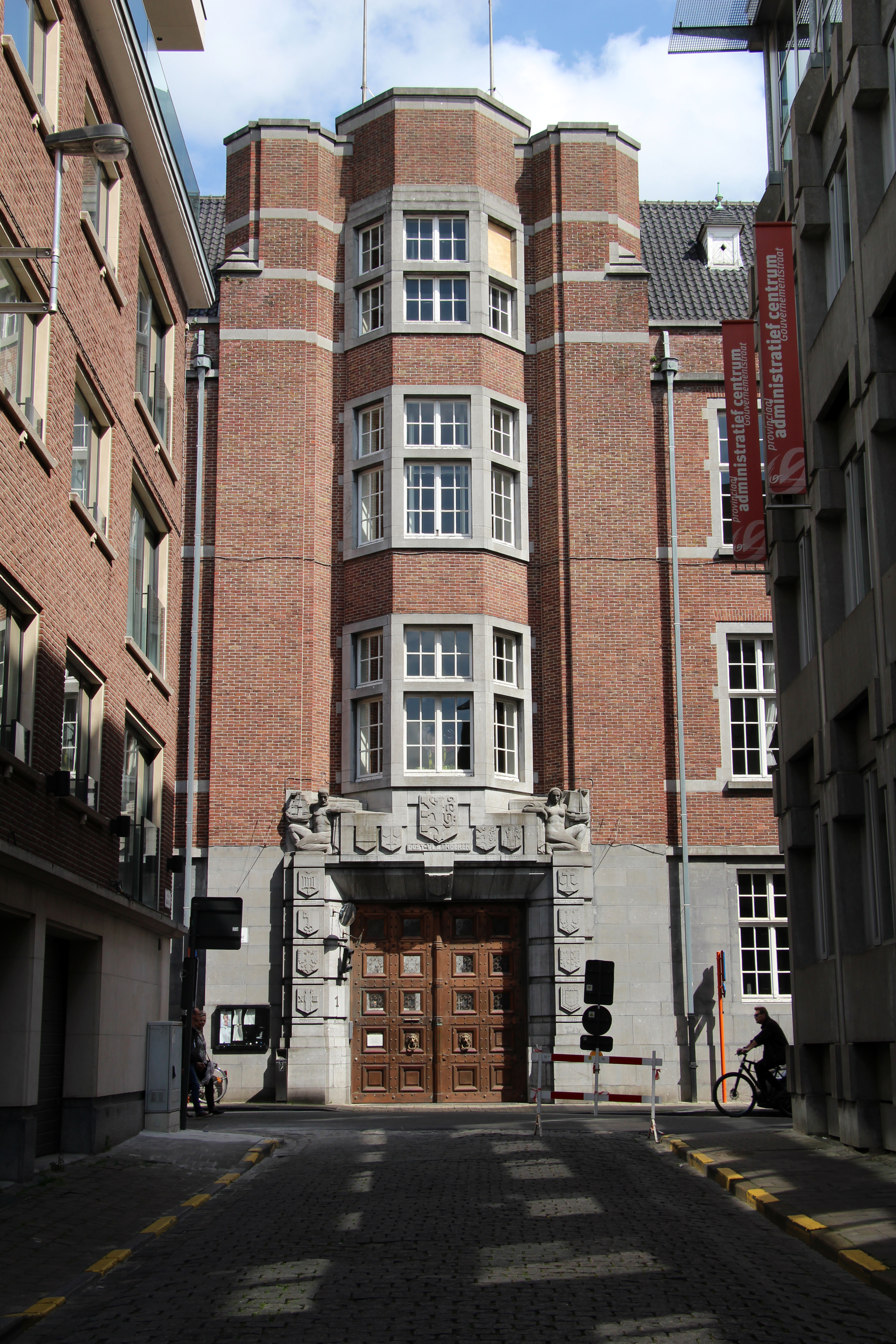

Het Provinciehuis van Oost-Vlaanderen bevindt zich in de Belgische provinciehoofdstad Gent. In het provinciehuis zetelen het bestuur en de medewerkers van de provincie Oost-Vlaanderen.
In maart 2024 verhuisden de administratieve diensten van de provincie Oost-Vlaanderen naar het nieuwe Provinciehuis in de Leopoldskazerne, gelegen aan de Charles de Kerchovelaan 189 in Gent.

## Geschiedenis
In de 16e eeuw richtte men een adellijk steen in als huis voor de eerste proost van het Sint-Baafskapittel. In latere jaren werd dit pand verbouwd en uitgebreid tot een bisschoppelijk paleis dat reikte tot de Schelde (later het François Laurentplein).
In 1794 werd de toenmalige bisschop van Gent, Ferdinand Marie de Lobkowicz, tijdens de Franse Revolutie verjaagd. Het paleis werd aangeslagen als nationaal goed en in het gebouw werd de administratie van het Scheldedepartement gevestigd, de voorloper van het latere provinciebestuur van Oost-Vlaanderen.
In de 19e eeuw huisvestte het gebouw de Provinciale Staten met 96 leden, toen Oost-Vlaanderen vanaf 1815 deel van Verenigd Koninkrijk der Nederlanden was. Na de Belgische Revolutie in 1830 zetelde het provinciebestuur van Oost-Vlaanderen in het gebouw.
In 1890 ontwierp architect Jules Jacques Van Ysendyck een nieuw gebouw. Dit werd in 1896-1897 gebouwd en opgetrokken in neorenaissancestijl.
Tijdens de Tweede Wereldoorlog hadden de Duitsers het gebouw omgevormd tot Oberfeldkommandantur. Op het einde van de oorlog in september 1944 werd het gebouw door de terugtrekkende Duitse troepen in brand gestoken en door vuur zwaar beschadigd waarna het uiteindelijk moest worden gesloopt.
In 1957 werd een nieuw provinciehuis in gebruik genomen naar het ontwerp van de architecten Valentin Vaerwyck en Jean Hebbelynck.
Voor de decoratie van het gebouw werd beroep gedaan op de glazeniers Cesar Vanhevele en Olivier Ganton voor de glasramen in de provincieraadszaal. Beeldhouwer Geo Verbanck stond in voor het monumentale portaal en de bas-reliëfs aan de Henegouwenstraat en de binnenplaats.
In 1995 betrokken enkele provinciale diensten in het zuiden van Gent aan het Woodrow Wilsonplein een nieuw (extra) gebouw, bekend als Provinciaal Administratief Centrum "Het Zuid".
Op 11 maart 2024 trokken de administratieve diensten van de provincie Oost-Vlaanderen in het nieuwe Provinciehuis in de Leopoldskazerne. Voordien zaten de provinciale diensten verspreid over een 7-tal locaties. Bij de bouw van het Provinciehuis werd volop ingezet op duurzaamheid. Zo wordt 75% van de benodigde energie opgewekt op de site zelf. Het gebouw behaalde de BREEAM-score Outstanding - de hoogst mogelijke score van het duurzaamheidslabel. Tijdens de openingsuren heeft iedereen vrije toegang tot het gebouw en kan iets gaan eten of drinken in Resto Leo. 
In 2022, 2023 en 2024 werd de Provincie Oost-Vlaanderen uitgeroepen tot Great Place to work. Daarmee bevestigde ze haar status als organisatie waarin medewerkers met plezier komen werken, trots zijn op hun job en vertrouwen hebben in elkaar. De verhuizing van alle administratieve diensten naar het nieuwe Provinciehuis droeg bij aan het werkgeluk. In de nieuwe werkomgeving vonden medewerkers verbeterde faciliteiten en een moderne, open inrichting. Dat had een positieve impact op de samenwerking, creativiteit en werksfeer. 
Antwerpen · Henegouwen · Limburg · Luik · Luxemburg · Namen · Oost-Vlaanderen · Vlaams-Brabant · Waals-Brabant · West-Vlaanderen